# Castle of Park

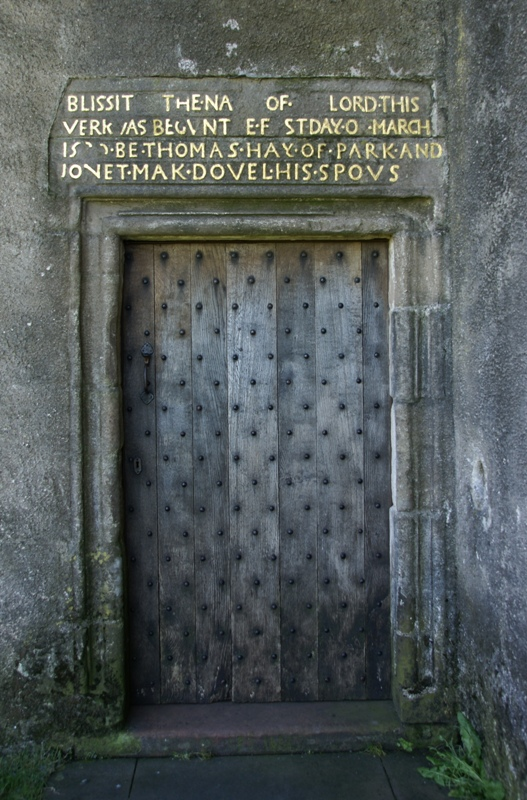
De toegang van het kasteel.

Castle of Park, ook wel Park Hay genoemd, is een laat-16e-eeuws kasteel, 1,2 kilometer ten westen van Glenluce gelegen in de Schotse regio Dumfries and Galloway.

## Geschiedenis
Het land waarop het Castle of Park staat, was eigendom van Glenluce Abbey tot het overging in de handen van de familie Hay. In 1590, na de Reformatie, bouwde Thomas Hay van Park het kasteel. Zijn vader was in die tijd de administrateur (commendator) van Glenluce Abbey. Voor de bouw van het kasteel mocht hij een deel van de abdij slopen op voorwaarde dat hij de kapittelzaal restaureerde. Het kasteel kwam gereed in 1599.
In 1663 verkreeg de familie de baronie van Nova Scotia.
In de 18e eeuw werden twee lage oostvleugels toegevoegd aan het kasteel.
In 1830 verkreeg de familie Cunningham het Castle of Park. Deze familie gebruikte het kasteel om arbeiders te huisvesten. Nadat het kasteel in staatsbeheer kwam in de twintigste eeuw is het gerestaureerd en werden de achttiende-eeuwse vleugels verwijderd.

## Bouw
Castle of Park heeft een L-vormige plattegrond en bestaat uit vier verdiepingen. De traptoren heeft een extra verdieping met een kleine kamer. Het kasteel heeft een steil dak en beschikte vermoedelijk niet over een borstwering.
Boven de deur staat op een paneel te lezen:
BLISSIT[.BE.].THE.NA[ME].OF.[THE.]LORD.THIS
VERK.VAS.BEGUN.T[H]E.F[IR]ST.DAY.O[F].MARCH
1590.BE.THOMAS.HAY.OF.PARK.AND
JONET.MAK.DOVEL.HIS.SPOUS
Vrij vertaald: Gezegend in de naam van de Heer. Dit werk is begonnen op de eerste dag van maart 1590 door Thomas Hay van Park en Jonet MacDovel, zijn echtgenote.

## Beheer
Castle of Park wordt beheerd door Historic Environment Scotland, maar is niet open voor publiek. Het kasteel wordt sinds 1993 verhuurd via de The Landmark Trust.